# 1999 (film)
1999 is een Amerikaanse film uit 1998 geregisseerd door Nick Davis. De hoofdrollen worden vertolkt door Dan Futterman en Jennifer Garner.

## Verhaal
Het is oudejaarsavond in 1999 en een groep vrienden komt samen in New York om de millenniumwisseling te vieren. Rufus is van plan te breken met zijn vriendin Annabell en de vrouw met wie hij wil samen zijn, Nicole, zal ook op het feestje zijn.

## Rolverdeling
| Acteur          | Personage          |
| --------------- | ------------------ |
| Dan Futterman   | Rufus Wild         |
| Jennifer Garner | Annabell           |
| Matt McGrath    | Andrew Goldman     |
| Allyson Downey  | Goed geklede vrouw |
| Buck Henry      | Mr. Goldman        |
| Steven Wright   | Goatman            |
| Sandrine Holt   | Suki               |
| Amanda Peet     | Nicole             |
| Margaret Devine | Sylvia             |
| Daniel Lapaine  | Thierry            |